# Don Chuck Monogatari
Don Chuck Monogatari (яп. ドン・チャック物語, Don Chakku Monogatari, укр. Історія Дона Чака) — аніме-серіал з 26 серій. Після нього вийшов Нова історія Дона Чака. Режисерами працювали Кадзуюкі Окасеко та Коудзо Такаґакі й уперше транслювався на Tokyo Channel 12 у 1975 році.

## Епізоди
Аніме Історія Дона Чака містить у собі 26 епізодів.